# Libellago aurantiaca
Libellago aurantiaca är en trollsländeart som beskrevs av Selys 1859. Libellago aurantiaca ingår i släktet Libellago och familjen Chlorocyphidae. IUCN kategoriserar arten globalt som livskraftig. Inga underarter finns listade i Catalogue of Life.